# Julien Toudic
Julien Toudic (ur. 19 grudnia 1985 w Caen) – francuski piłkarz występujący na pozycji napastnika. Obecnie zawodnik Stade Lavallois.

## Kariera klubowa
Toudic jest wychowankiem SM Caen. Do jego pierwszej drużyny, wówczas występującej w Ligue 2 został włączony w sezonie 2005/2006. W Ligue 2 zadebiutował 3 marca 2006 w wygranym 3:1 meczu z FC Lorient. 9 lutego 2007 w zremisowanym 1:1 pojedynku z Le Havre AC strzelił pierwszego gola w trakcie gry w Ligue 2. W 2007 roku awansował z klubem do Ligue 1. W tych rozgrywkach pierwszy mecz zaliczył 11 sierpnia 2007 przeciwko AS Nancy (0:1). 26 stycznia 2008 w przegranym 1:6 meczu z Olympique Marsylia zdobył pierwszą bramkę w trakcie gry w Ligue 1. W 2009 roku spadł z zespołem do Ligue 2.
Latem 2010 Toudic został wypożyczony na 1 sezon do Stade de Reims.
| Sezon   | Klub                  | Kraj    | Rozgrywki | Mecze | Bramki | Rozgrywki Europy | Mecze | Bramki |
| ------- | --------------------- | ------- | --------- | ----- | ------ | ---------------- | ----- | ------ |
| 2005/06 | SM Caen               | Francja | Ligue 2   | 3     | 0      | -                | -     | -      |
| 2006/07 | SM Caen               | Francja | Ligue 2   | 18    | 7      | -                | -     | -      |
| 2007/08 | SM Caen               | Francja | Ligue 1   | 18    | 4      | -                | -     | -      |
| 2008/09 | SM Caen               | Francja | Ligue 2   | 29    | 0      | -                | -     | -      |
| 2009/10 | SM Caen               | Francja | Ligue 2   | 30    | 7      | -                | -     | -      |
| 2010/11 | Stade de Reims (wyp.) | Francja | Ligue 2   | 33    | 16     | -                | -     | -      |
| 2011/12 | RC Lens               | Francja | Ligue 2   | 25    | 8      | -                | -     | -      |
| 2012/13 | Stade de Reims (wyp.) | Francja | Ligue 1   | 11    | 0      | -                | -     | -      |

Stan na: 27 stycznia 2013 r.